# Сиетниеку
Сие́тниеку, Сие́тниеки или Ле́пу (латыш. Sietnieku ezers, Lepu ezers, Liepu ezers, Lepju ezers) — озеро в Вестиенской волости Мадонского края Латвии. Относится к бассейну Даугавы.
Площадь водной поверхности — 26,5 га. Наибольшая глубина — 5,5 м, средняя — 2 м.